# Hartford (Maine)
Hartford è un comune degli Stati Uniti d'America, situato nello stato del Maine, nella contea di Oxford.